# 悉尼板球場

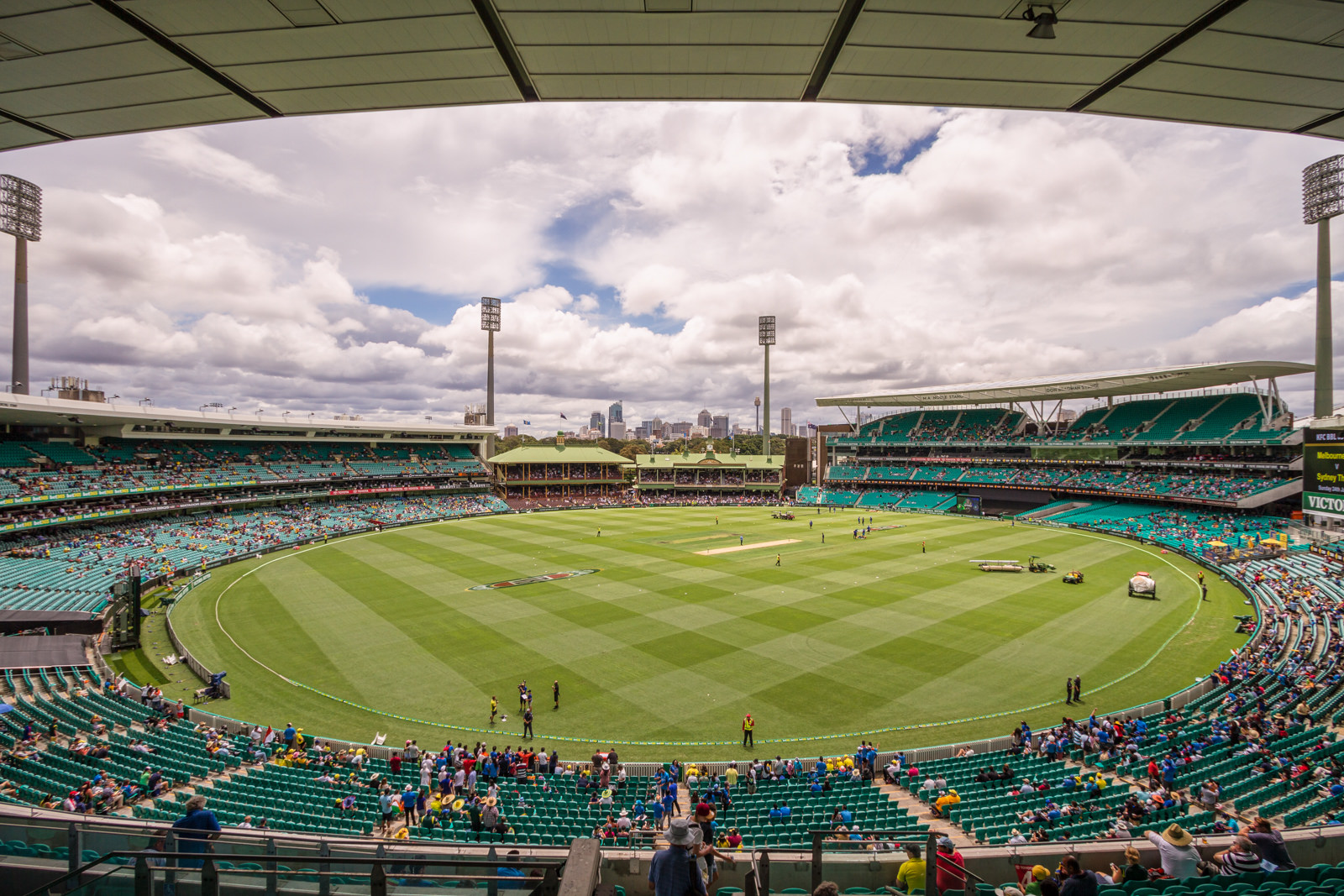

悉尼板球場（英語：Sydney Cricket Ground）是一座位於澳大利亞悉尼摩爾公園內的體育場，興建於1851年，主要同於舉辦板球賽事。悉尼板球場由悉尼板球場信託運營。除了板球外，悉尼板球場亦舉辦聯盟式橄欖球等體育賽事。2018年，悉尼板球場啟用了新的LED大屏幕。

## 外部連結
- Official website （页面存档备份，存于）
- Google Maps satellite image of SCG